# مقاطعة سينو
مقاطعة سينو (بالإنجليزية: Sinoe County)‏ هي مقاطعة في ليبيريا، بلغ عدد سكانها 104,932 نسمة وذلك حسب إحصائيات سنة 2008، عاصمتها Greenville, Liberia ‏، تبلغ مساحتها 10,133 كيلومتر مربع.